# ژانگ یوکین
ژانگ یوکین (انگلیسی: Zhang Yueqin؛ زادهٔ ۲۷ ژانویهٔ ۱۹۶۰) بازیکن بسکتبال اهل چین است.